# Boyeros
Boyeros là một trong 15 đô thị (municipio trong tiếng Tây Ban Nha) thuộc thành phố La Habana, Cuba.
Đô thị này đã được thành lập năm 1976, và đã hợp nhất thêm thị xã Santiago de Las Vegas. Đô thị này nằm ở tây nam của thành phố và vươn về phía Sân bay quốc tế José Martí.

## Dân số
Năm 2004, đô thị Boyeros có dân số 188.593. và tổng diện tích 134 km² (51,7 mi²), với mật độ dân số 1.407,4người/km² (3.645,1người/sq mi).
Đô thị này được chia thành 7 consejos populares - Santiago de las Vegas, Nuevo Santiago, Boyeros, Wajay, Calabazar, Altahabana và Armada.

## Lịch sử
Trong các thế kỷ 18, 19 và đầu thế kỷ 20, có các làn sóng người Canary di cư đến Boyeros.